# Menky Manoki
I Menky Manoki (o anche Munku, Mynky) sono un piccolo gruppo etnico del Brasile che ha una popolazione stimata in circa 78 individui. Parlano la lingua Irantxe (D:Munku-IRA01) e sono principalmente di fede animista.
Vivono nello Stato brasiliano del Mato Grosso. Denominazioni alternative: Münkü, Mynky, Menku, Kenkü, Myy.